# Austrelater
Austrelater là một chi bọ cánh cứng trong họ 
Elateridae.
Chi này được miêu tả khoa học năm 1993 bởi Calder & Lawrence.

## Các loài
Các loài trong chi này gồm:
- Austrelater howensis Calder in Calder, Lawrence & Trueman, 1993
- Austrelater macphersonensis Calder in Calder, Lawrence & Trueman, 1993
- Austrelater peckorum Calder in Calder, Lawrence & Trueman, 1993